# La Dictatrice
Pour plus de détails, voir Fiche technique et Distribution.

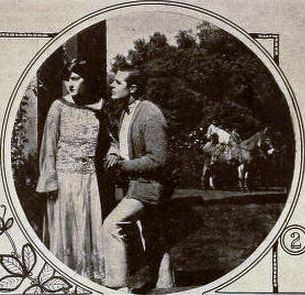
Gloria Swanson et Antonio Moreno

La Dictatrice (My American Wife) est un film muet américain réalisé par Sam Wood, sorti en 1922.

## Synopsis
Manuel La Tessa, fils d'une riche famille sud-américaine, rencontre Natalie Chester, une jeune femme du Kentucky dont le cheval a remporté la course sur une piste sud-américaine. Manuel donne une fête en son honneur où elle est insultée par l'un des invités, et Manuel renverse l'agresseur. Le délinquant, dont le père est une figure puissante de la politique du pays, défie Manuel en duel mais engage également un homme pour se cacher en embuscade et tuer son adversaire. 
Manuel est seulement blessé et Natalie le soigne. Sa mère Donna Isabella La Tassa (Chapman) désapprouve la jeune Américaine et lui demande de partir. Natalie aime Manuel et cherche à percer le mystère de la balle tirée sur lui pendant le duel. Elle localise enfin la tentative d'assassinat et, avec de nombreux pots-de-vin, le fait comparaître contre l'homme qui l'a engagé pour le faire. Cela ruine la chance de l'homme d'être élu sénateur, et Manuel prend son siège. 
Il dit à tous qu'il s'efforcera de faire de son mieux avec l'aide de sa femme américaine.

## Fiche technique
- Titre : La Dictatrice
- Titre original : My American Wife
- Réalisation : Sam Wood
- Scénario : Monte M. Katterjohn d'après une histoire d'Hector Turnbull
- Société de production : Famous Players-Lasky Corporation
- Distribution : Famous Players-Lasky Corporation et Paramount Pictures
- Photographie : Alfred Gilks
- Pays de production : États-Unis
- Format : Noir et blanc - 35 mm - 1,33:1 - film muet
- Genre : Drame
- Dates de sortie :
  - États-Unis : 31 décembre 1922
  - France : 17 avril 1925 (Lille)[1]

## Distribution
- Gloria Swanson : Natalie Chester
- Antonio Moreno : Manuel La Tessa
- Josef Swickard : Don Fernando DeContas
- Eric Mayne : Carlos DeGrossa
- Gino Corrado : Pedro DeGrossa
- Edythe Chapman : Donna Isabella LaTassa
- Aileen Pringle : Hortensia deVereta
- Walter Long : Gomez
- F.R. Butler : Horace Beresford
- Jacques D'Auray : Gaston Navarre
- Loyal Underwood : Danny O'Hare
- Mary Land : Servante